# Ba-Muaka Simakala
Ba-Muaka Simakala (Eschweiler, 28 januari 1997) is een Duits voetballer met Congolese roots die doorgaans als linksbuiten speelt. In 2017 debuteerde hij namens Borussia Mönchengladbach in de Bundesliga in het betaald voetbal. Sinds juni 2025 staat hij onder contract bij het Azerbeidjaanse Araz-Naxçıvan. 

## Clubloopbaan

### Jeugd
Simakala begon zijn voetbalcarrière bij VfB 08 Aachen en stapte later over naar Alemannia Aachen. In 2011 werd hij opgenomen in de jeugdopleiding van Borussia Mönchengladbach. Tijdens het seizoen 2012/13 sloot hij aan bij de onder-17, waar hij op 12 augustus 2012 zijn debuut maakte tegen de leeftijdsgenoten van Schalke 04. Een week later scoorde hij zijn eerste doelpunt in deze leeftijdscategorie tijdens de met 4–0 gewonnen thuiswedstrijd tegen Sportfreunde Siegen. Onder trainer Thomas Flath veroverde hij dat seizoen een vaste basisplaats. In zijn tweede seizoen bij de B-junioren (2013/14) maakte hij op 22 maart zijn debuut voor de Oonder-19, in de thuiswedstrijd tegen MSV Duisburg -19. Voor de onder-17 kwam hij dat seizoen tot 11 doelpunten in 18 wedstrijden.  
In het seizoen 2014/15 maakte Simakala de overstap naar de onder-19 van Borussia Mönchengladbach, waar hij onder de Nederlandse trainer Arie van Lent direct een basisplaats veroverde. Hij betaalde dat vertrouwen terug met zes doelpunten in zijn eerste zeven wedstrijden. In zijn tweede seizoen bij de A-junioren (2015/16) maakte hij op 15 september zijn debuut in de UEFA Youth League, tijdens het groepsduel met Sevilla FC. Ondanks de 4–2 nederlaag in Spanje wist hij zijn stempel te drukken door in de 58e minuut de gelijkmaker (2–2) te scoren. In juli 2016 tekende hij zijn eerste profcontract. In het seizoen 2016/17 maakte hij de stap naar de senioren, al kwam hij dat seizoen nog wel zes keer in actie in de UEFA Youth League.  

### Borussia Mönchengladbach
Voor Borussia Mönchengladbach speelde Simakala van 2015 tot 2018 in het tweede elftal, uitkomend in de Regionalliga West. Op 12 september 2015 maakte hij als A-junior zijn debuut in het seniorenvoetbal, in de uitwedstrijd tegen FC Kray. Onder trainer André Schubert stond hij direct in de basis; het duel eindigde in 2–2. In het seizoen 2016/17 schoof hij officieel door naar de senioren, maar wist geen vaste plek in het tweede elftal te veroveren. Wel volgde op 21 januari 2017 zijn debuut in het eerste elftal van Borussia, in de met 0–0 gelijkgespeelde uitwedstrijd tegen SV Darmstadt 98. In het Stadion am Böllenfalltor viel hij in de 80e minuut in voor  Raffael. Het zou zijn enige optreden blijven in het eerste elftal. Op 8 april 2017 maakte hij zijn eerste doelpunt bij de senioren. In de met 1–3 gewonnen uitwedstrijd tegen TSG Sprockhövel zette hij zijn ploeg in de 40e minuut op een 0–1 voorsprong. Zijn definitieve doorbraak in het tweede elftal volgde in zijn derde seizoen (2017/18), waarin hij tot 22 basisplaatsen kwam. Omdat verdere kansen in het eerste elftal uitbleven, besloot hij in de zomer van 2018 de overstap te maken naar Roda JC Kerkrade, uitkomend in de Eerste divisie.

### Roda JC
Simakala tekende in de zomer van 2018 een tweejarig contract bij Roda JC. Hij maakte zijn officiële debuut op 17 augustus 2018, in de met 2–1 gewonnen thuiswedstrijd tegen Jong Ajax.  Een week later was hij trefzeker in de eerste ronde van de KNVB Beker, waarin Roda met 0–6 won van DVS '33. Simakala scoorde twee keer en gaf twee assists. Onder trainer Robert Molenaar was hij in de eerste maanden een vaste basisspeler, tot een liesblessure in november hem aan de kant hield. Na zijn rentree wist hij geen vaste plek meer te veroveren en zat hij vaak op de bank. Ook na het ontslag van Molenaar in maart en de aanstelling van Eric van der Luer veranderde zijn rol niet. In het seizoen 2019/20 maakte hij zijn enige competitiedoelpunt voor Roda, op 25 oktober 2019 in de met 4–2 gewonnen thuiswedstrijd tegen NAC Breda. In januari 2020 vertrok hij in goed overleg bij de club; zijn contract werd ontbonden waarna hij transfervrij overstapte naar SV Elversberg.

### SV Elversberg
Simakala tekende bij SV Elversberg een contract tot het einde van het seizoen. Op 22 februari 2020 maakte hij onder trainer Horst Steffen zijn basisdebuut in de Regionalliga Südwest, tijdens de met 1–0 gewonnen thuiswedstrijd tegen VfR Aalen. Kort daarna werd de competitie stilgelegd vanwege de coronapandemie. Na afloop van het ingekorte seizoen vervolgde Simakala zijn loopbaan bij SV Rödinghausen.

### SV Rödingshausen
In de zomer van 2020 maakte Simakala de overstap naar SV Rödinghausen. Op 15 augustus speelde hij zijn eerste officiële wedstrijd voor de club in de halve finale van de Landespokal Westfalen tegen RSV Meinerzhagen, een inhaalduel uit het voorafgaande seizoen, dat was stilgelegd vanwege de coronapandemie. Simakala stond direct in de basis, maar zag zijn ploeg na strafschoppen verliezen. Kort daarna begon het seizoen 2020/21, waarin hij op 28 oktober zijn eerste doelpunten maakte voor Rödinghausen in de Regionalliga West: in de met 4–0 gewonnen thuiswedstrijd tegen VfB Homberg opende hij de score in de 30e minuut en tekende hij twaalf minuten later voor de 3–0. Gedurende het seizoen was hij een vaste waarde onder trainer Nils Drube. In 38 competitiewedstrijden scoorde hij 14 keer. Na één seizoen verliet hij de club en tekende hij een contract bij VfL Osnabrück.

### VfL Osnabrück
Op 9 juni 2021 werd bekend dat Simakala een tweejarig contract had getekend bij VfL Osnabrück, uitkomend in de 3. Liga. Op 31 juli maakte hij onder trainer Daniel Scherning zijn officiële debuut in de uitwedstrijd tegen 1. FC Saarbrücken. In het Ludwigsparkstadion stond hij direct in de basis en maakte hij in de 43e minuut de beslissende treffer in de met 1–2 gewonnen wedstrijd. In zijn eerste seizoen (2021/22) kwam hij tot 20 basisplaatsen in de competitie en scoorde hij acht keer. In het daaropvolgende seizoen (2022/23) groeide hij uit tot vaste basisspeler in een ploeg die moeizaam aan het seizoen begon en eind november zelfs op een degradatieplek stond. Na het vertrek van Scherning en de komst van Tobias Schweinsteiger als hoofdtrainer zette Osnabrück echter een indrukwekkende opmars in. De club eindigde uiteindelijk als derde, wat promotie naar de 2. Bundesliga opleverde. Met 19 doelpunten had Simakala een belangrijk aandeel in deze wederopstanding. Alleen Ahmet Arslan van Dynamo Dresden scoorde dat seizoen vaker. Zijn sterke prestaties leverden hem een transfer op naar Holstein Kiel.

### Holstein Kiel
In de zomer van 2023 tekende Simakala een contract tot medio 2025 bij het Noord-Duitse Holstein Kiel. Tijdens de voorbereiding op het seizoen 2023/24 maakte hij een sterke indruk met doelpunten in oefenwedstrijden tegen zowel SSV Rantzau als het Oostenrijkse Austria Lustenau. Zijn vorm leverde hem op 30 juli een basisplaats op in de eerste competitiewedstrijd tegen Eintracht Braunschweig, onder leiding van trainer Marcel Rapp. Desondanks slaagde hij er door de stevige concurrentie in de voorhoede niet in om een vaste waarde te worden. In de winterstop koos hij daarom voor een verhuurperiode bij 1. FC Kaiserslautern. Bij terugkomst bleek Holstein Kiel inmiddels gepromoveerd naar de Bundesliga. De toegenomen concurrentie in de selectie deed Simakala besluiten terug te keren naar VfL Osnabrück, dat inmiddels was gedegradeerd naar de 3. Liga.

#### Verhuur aan 1. FC Kaiserslautern
Kort na de jaarwisseling, op 2 januari 2024, werd bekend dat Simakala de rest van het seizoen 2023/24 op huurbasis zou afmaken bij 1. FC Kaiserslautern, uit de deelstaat Rijnland-Palts.  Onder trainer Dimitrios Grammozis maakte hij op 20 januari zijn debuut in de uitwedstrijd tegen FC St. Pauli. In het Millerntor-stadion viel hij in de 64e minuut in voor Tobias Raschl. Zijn eerste en enige doelpunt voor Kaiserslautern maakte hij op 10 maart, tijdens de met 3–2 gewonnen thuiswedstrijd tegen VfL Osnabrück. In de 78e minuut tekende hij voor de 2–2 gelijkmaker.Een succes werd zijn huurperiode niet. Zowel onder de inmiddels ontslagen Grammozis als diens opvolger Friedhelm Funkel wist hij geen vaste waarde te worden. Na afloop van het seizoen keerde hij terug naar Holstein Kiel.

### Terugkeer naar VfL Osnabrück
In de zomer van 2024 keerde Simakala terug naar VfL Osnabrück, waar hij een jaar eerder al actief was geweest. Zijn comeback volgde op 10 augustus, tijdens de thuiswedstrijd tegen Erzgebirge Aue.  Trainer Uwe Koschinat bracht hem in de 63e minuut binnen de lijnen. Een week later liet hij van zich horen in de met 4–2 gewonnen thuiswedstrijd tegen SpVgg Unterhaching. Na een pass van Lion Semic opende hij in de 10e minuut de score. Voor de winterstop was hij goed voor zeven doelpunten. Ondanks zijn treffers kende Osnabrück een teleurstellende eerste seizoenshelft en ging het als 19e en voorlaatste de winterstop in. Koschinat werd daarop ontslagen en vervangen door Marco Antwerpen. De trainerswissel pakte ongunstig uit voor Simakala, die na de winterstop nog slechts 232 speelminuten kreeg. Hoewel hij nog een doorlopend contract had, besloot hij Osnabrück te verlaten. Hij vervolgde zijn loopbaan bij Araz-Naxçıvan uit Azerbeidzjan, actief in de Premyer Liqası, de hoogste divisie van het land.

### Araz-Naxçıvan
In juni 2025 tekende Simakala een eenjarig contract bij Araz-Naxçıvan. Op 24 juli maakte hij zijn debuut voor de Azerbeidzjaanse club tijdens een kwalificatiewedstrijd voor de Conference League , waarmee het meteen zijn eerste Europese wedstrijd werd. In het met 2–1 gewonnen thuisduel tegen het Griekse Aris FC stond hij onder trainer  Elmar Baxşiyev in de basisopstelling.

## Clubstatistieken

#### Beloften
| Seizoen                        | Club                        | Land            | Competitie        | Competitie | Competitie | Totaal | Totaal |
| Seizoen                        | Club                        | Land            | Competitie        | Wed.       | Dlp.       | Wed.   | Dlp.   |
| ------------------------------ | --------------------------- | --------------- | ----------------- | ---------- | ---------- | ------ | ------ |
| 2015/16                        | Borussia Mönchengladbach II | Duitsland       | Regionalliga West | 1          | 0          | 1      | 0      |
| 2016/17                        | Borussia Mönchengladbach II | Duitsland       | Regionalliga West | 19         | 4          | 19     | 4      |
| 2017/18                        | Borussia Mönchengladbach II | Duitsland       | Regionalliga West | 29         | 9          | 29     | 9      |
| 2018/19                        | Borussia Mönchengladbach II | Duitsland       | Regionalliga West | 2          | 1          | 2      | 1      |
| Totaal beloften                | Totaal beloften             | Totaal beloften | Totaal beloften   | 51         | 14         | 51     | 14     |
| Bijgewerkt op 26 november 2020 |                             |                 |                   |            |            |        |        |

#### Senioren
| Seizoen                       | Club                     | Land            | Competitie           | Competitie | Competitie | Beker | Beker | Overig | Overig | Totaal | Totaal |
| Seizoen                       | Club                     | Land            | Competitie           | Wed.       | Dlp.       | Wed.  | Dlp.  | Wed.   | Dlp.   | Wed.   | Dlp.   |
| ----------------------------- | ------------------------ | --------------- | -------------------- | ---------- | ---------- | ----- | ----- | ------ | ------ | ------ | ------ |
| 2016/17                       | Borussia Mönchengladbach | Duitsland       | Bundesliga           | 1          | 0          | –     | –     | –      | –      | 1      | 0      |
| 2017/18                       | Borussia Mönchengladbach | Duitsland       | Bundesliga           | –          | –          | –     | –     | –      | –      | 0      | 0      |
| 2018/19                       | Roda JC Kerkrade         | Nederland       | Eerste divisie       | 27         | 0          | 2     | 2     | –      | –      | 29     | 2      |
| 2019/20                       | Roda JC Kerkrade         | Nederland       | Eerste divisie       | 13         | 1          | 1     | 1     | –      | –      | 14     | 2      |
| 2019/20                       | SV Elversberg            | Duitsland       | Regionalliga Südwest | 3          | 0          | –     | –     | –      | –      | 3      | 0      |
| 2019/20                       | SV Rödinghausen          | Duitsland       | Regionalliga West    | –          | –          | –     | –     | 2      | 0      | 2      | 0      |
| 2020/21                       | SV Rödinghausen          | Duitsland       | Regionalliga West    | 38         | 14         | 0     | 0     | 1      | 0      | 39     | 14     |
| 2021/22                       | VfL Osnabrück            | Duitsland       | 3. Liga              | 31         | 8          | 2     | 0     | –      | –      | 33     | 8      |
| 2022/23                       | VfL Osnabrück            | Duitsland       | 3. Liga              | 37         | 19         | –     | –     | 3      | 1      | 40     | 20     |
| 2023/24                       | Holstein Kiel            | Duitsland       | 2. Bundesliga        | 11         | 0          | 2     | 0     | –      | –      | 13     | 0      |
| 2023/24                       | → 1. FC Kaiserslautern   | Duitsland       | 2. Bundesliga        | 7          | 1          | –     | –     | –      | –      | 7      | 1      |
| 2024/25                       | VfL Osnabrück            | Duitsland       | 3. Liga              | 16         | 7          | 1     | 0     | 1      | 0      | 18     | 7      |
| 2025/26                       | Araz-Naxçıvan            | Azerbeidzjan    | Premyer Liqası       | 0          | 0          | 0     | 0     | 2      | 0      | 2      | 0      |
| Totaal senioren               | Totaal senioren          | Totaal senioren | Totaal senioren      | 184        | 50         | 8     | 3     | 9*     | 1      | 201    | 54     |
| Carrièretotaal                | Carrièretotaal           | Carrièretotaal  | Carrièretotaal       | 235        | 64         | 8     | 3     | 9      | 1      | 252    | 68     |
| Bijgewerkt op 6 augustus 2025 |                          |                 |                      |            |            |       |       |        |        |        |        |

* Simakala speelde drie wedstrijden in de Westfalenpokal voor SV Rödingshausen en kwam vier keer in actie in de Niedersachsenpokal voor VfL Osnabrück. Daarnaast speelde hij twee Europese duels voor Araz-Naxçıvan.

## Interlandloopbaan
Simakala kwam in 2014 tweemaal uit voor Duitsland -18. Op 13 november maakte hij onder bondscoach Guido Streichsbier zijn debuut in een oefeninterland tegen Nederland, waarin hij in de 65e minuut inviel voor Philipp Ochs. Enkele dagen later volgde zijn tweede en laatste optreden, in een vriendschappelijke wedstrijd tegen Turkije.
| Jeugdinterlands van Ba-Muaka Simakala voor Duitsland () | Jeugdinterlands van Ba-Muaka Simakala voor Duitsland () | Jeugdinterlands van Ba-Muaka Simakala voor Duitsland () | Jeugdinterlands van Ba-Muaka Simakala voor Duitsland () | Jeugdinterlands van Ba-Muaka Simakala voor Duitsland () | Jeugdinterlands van Ba-Muaka Simakala voor Duitsland () |
| №                                                       | Datum                                                   | Wedstrijd                                               | Uitslag                                                 | Soort Wedstrijd                                         | Doelpunten                                              |
| Als speler bij Onder-18                                 | Als speler bij Onder-18                                 | Als speler bij Onder-18                                 | Als speler bij Onder-18                                 | Als speler bij Onder-18                                 | Als speler bij Onder-18                                 |
| ------------------------------------------------------- | ------------------------------------------------------- | ------------------------------------------------------- | ------------------------------------------------------- | ------------------------------------------------------- | ------------------------------------------------------- |
| 1.                                                      | 13 november 2014                                        | Nederland – Duitsland                                   | 0 – 4                                                   | Vriendschappelijk                                       |                                                         |
| 2.                                                      | 17 november 2014                                        | Turkije – Duitsland                                     | 1 – 1                                                   | Vriendschappelijk                                       |                                                         |
| Bijgewerkt tot 14 januari 2025                          |                                                         |                                                         |                                                         |                                                         |                                                         |

## Persoonlijk
Simakala zijn bijnaam is 'Chance'.